# Briantea84 Cantù
L'Unipol Briantea84 Cantù (ou plus simplement Briantea84) est une équipe d'handibasket italienne actuellement localisée à Cantù, en Lombardie.

## Histoire
Le club est créé en 1978 à Nova Milanese. L'association omnisports Briantea84 nait et prend la suite en 1984 avant le transfert à Cantù en 1986,.
L'équipe a remporté le championnat d'Italie 2012-2013, vingt-et-un ans après son dernier titre national, et réalise un triplé Championnat - Coupe Nationale - Coupe d'Europe qui n'avait plus été vu dans le pays depuis 2002 avec l'Anmic Sassari, ce dans le championnat le plus relevé d'Europe (six des dix équipes engagées en Serie A1 ont remporté une médaille européenne en 2013). C'est aussi la seule équipe européenne à avoir remporté au moins une médaille dans les quatre Coupes d'Europe.
En 2014, Cantù conserve son trophée national en dominant à nouveau Santa Lucia en finale (55-54 puis 61-56), après avoir remporté la Supercoupe en début d'année. Sa quatrième place en Coupe d'Europe des clubs champions en fait l'équipe numéro un en Italie.

## Palmarès
International
- Coupe des Clubs Champions (EuroCup 1) :
  - 1993 :  Vice-champion d'Europe
  - 2002 :  3e place
  - 2006 :  3e place
  - 2014 : 4e place[8]
  - 2015 : 5e place[9]
  - 2016 :  3e place[10]
  - 2017 :  Vice-champion d'Europe
  - 2018 :  3e place[11]
  - 2022 : 6e place
- Coupe André Vergauwen, puis Euroligue 1 depuis 2018 (EuroCup 2) :
  - 1995 :  3e place
  - 2001 :  Champion d'Europe
  - 2004 :  3e place
  - 2005 :  Champion d'Europe
  - 2013 :  Champion d'Europe[12]
  - 2023 :  3e place
  - 2025 : 7e place
- Coupe Willi Brinkmann, puis Euroligue 2 depuis 2018 (EuroCup 3) : 
  - 1999 :  Champion d'Europe
  - 2024 :  Vice-champion d'Europe
- Challenge Cup (EuroCup 4) :
  - 2009 : 5e place[13]
  - 2012 :  3e place[14]

National
- Champion d'Italie Serie A1 : 1991, 1992, 2013, 2014
- Champion d'Italie Serie A2 : 1985
- Coupe d'Italie : 2004, 2013
- Supercoupe d'Italie : 2013